# Bactrocera affinis
Bactrocera affinis är en tvåvingeart som först beskrevs av Hardy 1954.  Bactrocera affinis ingår i släktet Bactrocera och familjen borrflugor. Inga underarter finns listade.